# Kalamemiris
Kalamemiris is een geslacht van wantsen uit de familie van de Miridae (Blindwantsen). Het geslacht werd voor het eerst wetenschappelijk beschreven door Hosseini & Cassis in 2017.

## Soorten
Het genus is monotypisch en bevat alleen de volgende soort:

- Kalamemiris collessi Hosseini & Cassis, 2017